# Poa sudicola
Poa sudicola är en gräsart som beskrevs av Elizabeth Edgar. Poa sudicola ingår i släktet gröen, och familjen gräs. Inga underarter finns listade i Catalogue of Life.